# Клида, Франс
Франс Клида́ (фр. France Clidat; 22 ноября 1932, Нант, метрополия Франции — 17 мая 2012, XIV округ Парижа) — французская пианистка.

## Биография
Франс Клида родилась 22 ноября 1932 года в Нанте.
Окончила Парижскую консерваторию, среди её педагогов были Лазар-Леви, Эмиль Гилельс, Лелия Гуссо. Вела активную концертную деятельность, дала свыше 2500 концертов по всему миру.
Похоронена на кладбище Пер-Лашез.

## Репертуар
Прославилась исполнением произведений Листа, за которое известный парижский критик Бернар Гавоти назвал её госпожой Лист, а Музыкальная академия Ференца Листа удостоила международной премии на конкурсе в Будапеште (1956). Записала также произведения Куперена, Шуберта, Шопена, Грига, Брамса, Сати, Чайковского, Рахманинова, Шабрие, Дебюсси, Равеля, Марселя Ландовского и др.
Адажио из фортепьянного концерта Грига в исполнении Франс Клида вошло в саундтрек фильма «Водоворот».

## Педагогическая деятельность
Преподавала в Нормальной школе музыки в Париже. Давала мастер-классы в Японии.

## Награды
- Офицер Ордена Почётного легиона
- Офицер ордена «За заслуги»
- Командор Ордена искусств и литературы